# 《あかずの扉》研究会シリーズ
《あかずの扉》研究会シリーズ （あかずのとびらけんきゅうかいシリーズ）は推理作家霧舎巧による推理小説のシリーズ。私立北澤大学の研究棟にある《あかずの扉》研究会の面々が、訪れた不可思議な館や島で起こる殺人事件に挑む。

## 作品リスト
1. ドッペルゲンガー宮 《あかずの扉》研究会流氷館へ
2. カレイドスコープ島 《あかずの扉》研究会竹取島へ
3. ラグナロク洞 《あかずの扉》研究会影郎沼へ
4. マリオネット園 《あかずの扉》研究会首吊塔へ

## 主な登場人物

### 《あかずの扉》研究会
後動 悟（ごどう さとる）
研究会会長。ひげが濃く四角い顔で、眼鏡を掛けている。《あかずの扉》研究会は彼が卒業論文の資料集めのために創設した団体なので、すでに北澤大学を卒業しているが会員である。鳴海が「名探偵」と自称するのとは対照的にあまり事件に関わりたがらないが、最終的に謎を解くのはいつも彼である（この関係は『私立霧舎学園ミステリ白書シリーズ』の小日向棚彦と頭木保の関係に似ている）。
鳴海 雄一郎（なるみ ゆういちろう）
自称「名探偵」。かなりの推理小説好き（『虚無への供物』を子供のころに読んだ、など）。推理小説研究会に所属していたがそこの旅行先で殺人事件が起きて研究会自体がなくなり、かわりに《あかずの扉》研究会に入った。いつも髪はオールバックにしサングラスやウィングチップの靴などオシャレな格好をしており、ハードボイルドと言われるのを喜ぶ。後動に次ぐ推理力の持ち主であり彼とは前述の関係にあるが、決して彼を妬んだりすることはなく、強い信頼関係で結ばれている。好みのタイプは自分より年下で背が低くフルートの吹ける女の子。
大前田 丈（おおまえだ じょう）
鍵なら何でも開けてしまう特技を持つ。通称「ジョーマエ」。小太りな体格をしており、カケル曰く「不眠症のムーミン」。建築学課の学生で、父親もその筋では有名な人物。フルートやスキューバダイビングなど、巻を重ねるごとに意外な特技を披露してくれる。カケルには彼はどうやらユイが好きらしいと思われていたが、月子という恋人がいる。
森 咲枝（もり さきえ）
超能力もしくは霊能力らしきもの（霊感）の持ち主。ある人物と出会ったとき、その人物の未来が頭の中に見えることがある。しかし、それは断片的であったり抽象的であったりするので、本人すら見えたものの正体がなにかわからないことがほとんど。カケルは彼女にほとんど一目ぼれに近いような状況で憧れている。ただし彼女は後動が好きなようである。
由井 広美（ゆい ひろみ）
最年少の18歳。広報担当。通称ユイ。翔を大いに気に入る（ただし後動が一番でカケルは二番と言っており、いわゆるツンデレなところもある）。北澤大学の持つ付属校限定の飛び級制度で入学したため、18歳でも二年生。中学生のころいじめられており、それを助けてくれたのが当時彼女の家庭教師であった後動である。それ以降彼を慕っていて《あかずの扉》研究会の最初のメンバーになる。
二本松 翔（にほんまつ かける）
本作の語り手。書記担当。ユイに気に入られており、本人も「一番は咲さん」といいながらも満更ではない。推理小説が好きで、研究会で解決した事件を推理小説風にまとめている。一年生だが事情があって二十歳で大学に入学した。本名は「二本松カケル」で、「翔」は彼の書く小説の中に自分を登場させるときの名前。また、「マリオネット園」の事件の時は「霧舎巧」というペンネームで「流氷館事件」を小説にした。
6歳の時訪れたN山動物園で殺人事件に遭遇した際に、事件の謎を解いた探偵が御手洗潔であり、その時に御手洗が翔を「キリン舎」くん（キリン舎の前で泣いていたから）と呼んだことが深層心理に残っており、このペンネームを考えた（『ドッペルゲンガー宮』ではあくまで創作として『斜め屋敷の犯罪』に言及している）。